# NJPW Royal Quest III
NJPW Royal Quest III fue un evento de lucha libre profesional producido por la empresa New Japan Pro-Wrestling (NJPW), que tuvo lugar el 14 de octubre de 2023 desde el Copper Box Arena en la ciudad de Londres, Inglaterra.

## Producción
El 14 de agosto de 2023, NJPW anunció la tercera edición del evento Royal Quest, llevándose a cabo nuevamente en el recinto del Copper Box Arena. El evento se transmitió en vivo a través de la plataforma RevPro On Demand.

## Resultados
En paréntesis se indica el tiempo de cada combate:
- Taiji Ishimori derrotó a Robbie X (7:48).
  - Ishimori cubrió a X después de un «Bloody Cross».
- El Desperado derrotó a Trent Seven (8:08).
  - El Desperado cubrió a Seven después de un «El Es Clero».
- Yota Tsuji derrotó a Luke Jacobs (9:01).
  - Tsuji cubrió a Jacobs después de un «Gene Blaster».
- Bullet Club War Dogs (Clark Connors & Drilla Moloney) derrotaron a Cameron Khai y Leon Slater y retuvieron el Campeonato en Parejas Peso Pesado Junior de la IWGP (12:02).
  - Connors cubrió a Khai después de un «Full Clip».
- Guerrillas of Destiny (El Phantasmo, Tama Tonga & Tanga Loa) (con Jado) derrotaron a Bullet Club War Dogs (David Finlay, Alex Coughlin & Gabe Kidd) (con Gedo) (10:41).
  - Loa cubrió a Finlay después de un «Apeshit».
- Shota Umino y Ren Narita derrotaron a United Empire (Francesco Akira & Great-O-Khan) (10:25).
  - Umino cubrió a Akira después de un «Death Rider».
- Los Ingobernables de Japón (Tetsuya Naito & BUSHI) derrotaron a Just 5 Guys (DOUKI & SANADA) (9:29).
  - Naito cubrió a DOUKI después de un «Destino».
- Hiroshi Tanahashi, Eddie Kingston y Michael Oku derrotaron a United Empire (Henare, Jeff Cobb & TJP) (10:39).
  - Oku cubrió a TJP después de un «Three Quarter Nelson».
- Shingo Takagi derrotó a Tomohiro Ishii (21:26).
  - Takagi cubrió a Ishii después de un «Last of the Dragon».
- Will Ospreay derrotó a Zack Sabre Jr. y retuvo el Campeonato Peso Pesado del Reino Unido de la IWGP (31:19).
  - Ospreay cubrió a Sabre después de un «Stormbreaker».
  - El Campeonato Televisivo de NJPW World de Sabre no estuvo en juego.
  - Esta lucha fue calificada con 5.25 estrellas por Dave Meltzer.